# Lanker See
Der Lanker See liegt in der Holsteinischen Schweiz südlich von Preetz im Kreis Plön. Er wird von Süden nach Norden von der Schwentine durchflossen. 
Dieser See ist besonders durch seinen Buchtenreichtum ausgezeichnet.
Nahezu das gesamte westliche Gebiet vom Seeufer bis zu den Bahnschienen der Strecke Preetz-Ascheberg ist als Naturschutzgebiet „Halbinseln und Buchten im Lanker See“ ausgewiesen.
Der Lanker See ist 358,7 ha groß, bis zu 20 m tief und liegt etwa 19 m ü. NN.
Er gliedert sich in einen größeren Nord- und einen kleineren Südteil, die durch einen wenig mehr als 1 m tiefen Durchfluss verbunden sind, auf.
Ohne Inseln beträgt die Länge seiner Uferlinie 17 km.
Der Lanker See liegt in den Gemeinden Stadt Preetz, Kühren, Wahlstorf und Schellhorn. 
Der Name Lanker See leitet sich von einem Dorf namens Lanke ab, das es zwischen Wahlstorf und Trent gegeben haben soll. Dieser Ortsname wiederum bezieht sich auf den See, vgl. Lanke (Toponym).

## Beschreibung
Auf der Westseite des Sees gliedert sich die eher flache Landschaft in vier große Halbinseln und Buchten, die seit 1995 Bestandteil eines Naturschutzgebietes sind. Ein erstes Naturschutzgebiet wurde auf der größten dieser Halbinseln und der Bucht südlich davon bereits im Jahre 1938 angelegt, Anlass dafür war seinerzeit unter anderem ein hiesiges weit östlich gelegenes Vorkommen des Gagelstrauchs zu schützen. Weil er schon lange der menschlichen Nutzung entzogen ist, hat sich der Bruchwald urwaldartig entwickelt und weist einen hohen Totholzanteil auf. Im Südwesten des Sees schließt sich eine Niederung an, in der jenseits der Bahnschienen der Kührener Teich, ebenfalls seit 1995 Naturschutzgebiet, liegt.
Auf der gegenüberliegenden Ostseite des Sees befindet sich eine landwirtschaftlich genutzte größere Halbinsel. Die Landschaft östlich des Sees ist von einer geomorphologisch interessanten
Endmoränenstaffel geprägt, in deren Rinnen außer Teilen des Lanker Sees auch weitere Seen wie der
Scharsee, der Kolksee, der Wielener See und die Durchflussseen der Schwentine Kronsee und Fuhlensee liegen. Zwischen dem Scharsee und der Freudenholmer Bucht des
Lanker Sees befindet sich in einer dieser Rinnen eine ehemalige Bucht des Lanker Sees, die bereits 1877  durch einen Damm abgesperrt und durch ein Pumpwerk trockengelegt war. Die Entwässerungsanlagen sind noch vorhanden, werden aber nicht mehr benutzt, so dass sich die Flächen bei hohem Wasserstand zu einem Sumpfgebiet entwickeln. 
Der Lanker See erreicht im Nordteil vor Freudenholm seine größte Tiefe von etwa 21 m, der Südteil ist höchstens etwas über 6 m tief. Die mittlere Tiefe beträgt im Nordteil 3,8 m im Südteil 3,2 m.

## Wasserstandsentwicklung
Im Jahre 1915 wird die Fläche von Lanker See und Kirchsee mit 454,4 ha angegeben, davon entfallen etwa 10 ha auf den Kirchsee. Im Vergleich zu Messungen von 1981 (siehe oben) ergibt sich somit ein Unterschied von 120 ha. Dieser Flächenverlust ist neben natürlicher Verlandung auf die anthropogen bedingte Absenkung des Seespiegels bedingt, die in den Seen im Stromgebiet der Schwentine Ende des 19. Jahrhunderts angestrebt worden ist. Lag der Seespiegel 1915 noch 20,1 m ü. NN, so wurden 1981 nur noch 19,3 m bis 19,5 m über NN gemessen. Die Insel Appelwarder wurde durch diese Seespiegelabsenkung zur Halbinsel. Seit Ende der 80er Jahre ist sie allerdings durch einen künstlichen Durchbruch wieder zu einer Insel gemacht worden. 
Der Pegel der Schwentine in Preetz, der gut mit dem Seespiegelniveau des Lanker Sees übereinstimmt, schwankte zwischen 1954 und 1975 zwischen den Extremwerten 18,8 m und 19,9 m über NN, überwiegend lag der Seespiegel aber zwischen 19,0 m und 19,5 m über NN.

## Zuflüsse zum Lanker See
Neben der Schwentine, die im Südteil bei Gut Wahlstorf in den See mündet und ihn im Norden über den Kirchsee verlässt, erhält der See nennenswerte Wasserspenden über Zuflüsse aus dem 
Kührener Teich, dem Wielener See, dem Kolksee und dem Scharsee.
Auch ein Arm der Alten Schwentine, die überwiegend in den Postsee fließt, mündet bei 
der Kührener Mühle in den Lanker See.

## Inseln im Lanker See

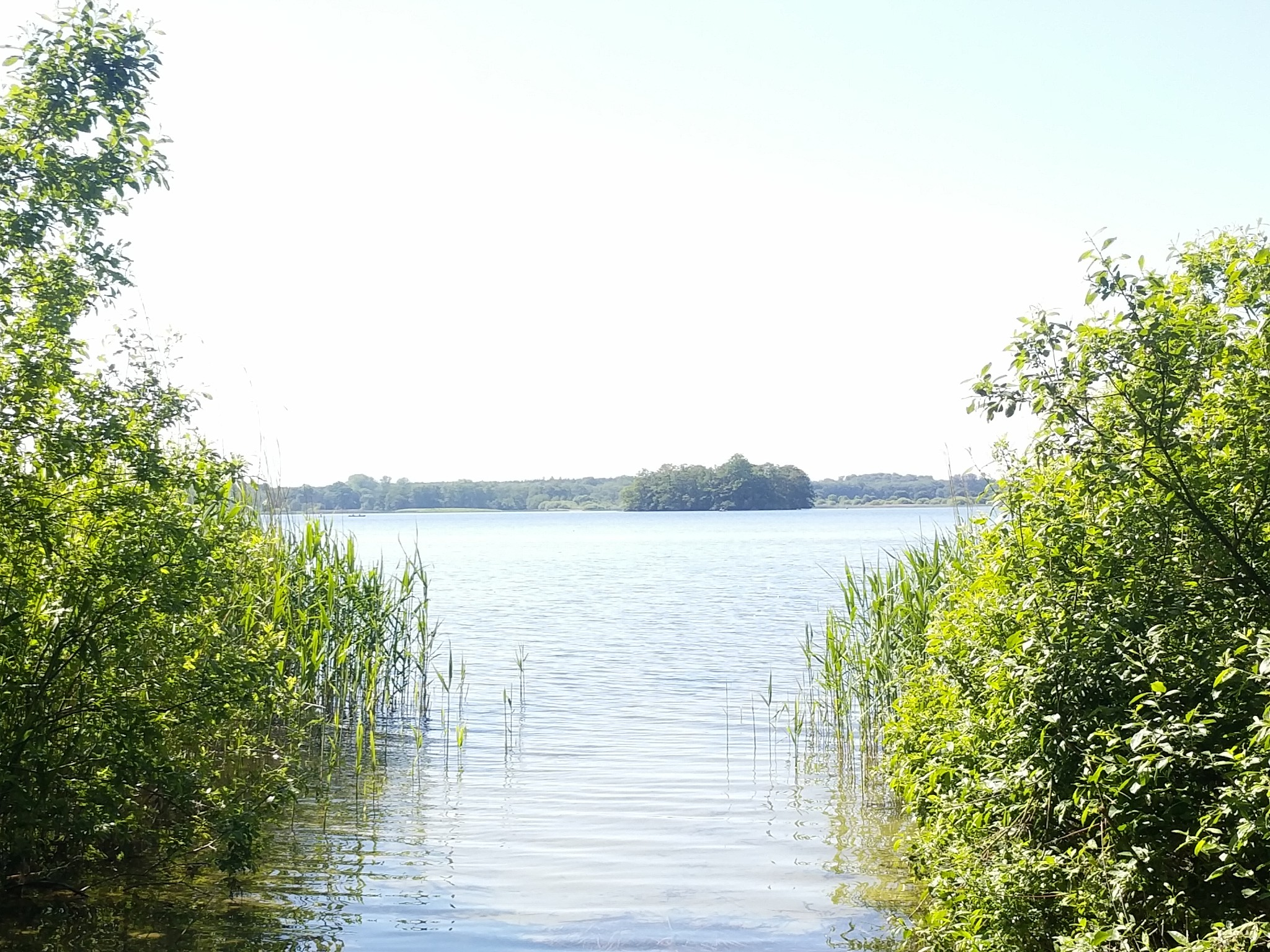
Ausblick von der Wahlstorfer Badestelle am Ostufer des Südteils unter anderem auf die sogenannte Sonneninsel

Im Lanker See befinden sich etwa 10 Inseln und inselartige Schilfbestände.
Die Absenkung des Seespiegels hat die Zahl der Inseln eher dadurch erhöht, dass Untiefen jetzt über der Wasseroberfläche liegen, als dass sie Inseln zu Halbinseln gemacht hat. Letzteres ist neben Appelwarder auch mit der Spitze der größten Halbinsel auf der Westseite geschehen, die in der Landesaufnahme von 1877 noch als Insel eingezeichnet ist.

### Inseln im Nordteil des Lanker Sees
- Probstenwerder (‚Möweninsel‘): Der Probstenwerder ist mit einigen Hektar Fläche die größte Insel im See und umgangssprachlich als ‚Möweninsel‘ bekannt. Hier brüten Lachmöwen, Sturmmöwen, Silbermöwen, Fluss-Seeschwalben und verschiedene Entenarten.
- Appelwarder: Appelwarder ist die zweitgrößte Insel und erst seit Ende der 80er Jahre wieder eine Insel. Er liegt an der Spitze der nördlichsten Halbinsel auf der Westseite des Sees und gehört zum Naturschutzgebiet. Hier wachsen sehr viele Schlüsselblumen. Die Insel wird mit Galloway-Rindern beweidet.
- Kleiner Werder: östlich des Probstenwerder
- Ratteninsel: Diese mit Weidengebüsch bewachsene Insel liegt südlich des Probstenwerder und ist erst durch die Seespiegelabsenkung hervorgetreten.

### Inseln im Südteil des Lanker Sees
- Sonneninsel: Die Sonneninsel ist die größte Insel im Südteil und die einzige, die schon in der Landesaufnahme von 1877 eingezeichnet ist. Sie ist bewaldet und ein privates Schutzgebiet.
- Eine kleine Insel im Nordosten des Südteils
- Gänseinsel: Eine Untiefe im Westen des Südteils, die nur bei niedrigem Wasserstand über den Seespiegel hinausragt

## Ornithologische Bedeutung
Nach dem Großen Plöner See ist der Lanker See unter den Seen das zweitwichtigste Brutgewässer Schleswig-Holsteins. Am Lanker See brüten folgende Arten der Roten Liste: Schwarzhalstaucher, Rohrdommel, Löffelente, Schellente, Bekassine,
Rohrweihe, Fluss-Seeschwalbe, Beutelmeise, Pirol.
In großer Zahl brüten Schnatterenten und Reiherenten.
Weitere erwähnenswerte Brutvögel sind Rohrschwirl und Drosselrohrsänger.
Zur Mauser finden sich nicht viele Vögel am Lanker See ein, weil er keine Schutz bietende, große zusammenhängende Wasserfläche hat.
Gemäß der Ramsar-Konvention hat der Lanker See nationale Bedeutung, insbesondere 
für Zwergsäger, Schnatterente, Haubentaucher, Löffelente und Gänsesäger.
Am Lanker See und umliegenden Gewässern laufen seit 1971 langjährige Untersuchungen an der höhlenbrütenden Schellente.

## Fischfauna
Der Lanker See wird vom Angelverein ASV Preetz bewirtschaftet. Neben Raubfischen wie Hechten, Flussbarschen und Zandern kommen auch Welse vor. An flacheren Seeregionen, Schilfgürteln und Seerosenfeldern finden Spiegel- und Schuppenkarpfen, sowie Schleien ideale Lebensbedingungen. Weißfische wie Rotaugen, Rotfedern, Brassen und Alande sind im ganzen See in großer Zahl vertreten.